# Billa 2
Pour les articles homonymes, voir Billa.

Billa 2 est un film de gangsters tamoul réalisé par Chakri Toleti sorti en 2012. C'est une préquelle de Billa, sorti en 2007, lui-même remake d'un film de 1980. Il met en scène David (Ajith Kumar), un exilé sri-lankais ayant débarqué sur la côte sud du Tamil Nadu, qui devient Billa, un redoutable chef mafieux. Les rôles secondaires sont interprétés par Parvathy Omanakuttan, Bruna Abdullah, Vidyut Jamwal et Sudhanshu Pandey, qui font leurs débuts dans le cinéma tamoul. La bande sonore du film et les chansons sont composées par Yuvan Shankar Raja.
Billa 2 a été filmé avec une caméra RED EPIC, devenant la première production indienne à être produite avec ce système.
Billa 2 est une copie conforme du légendaire film d'Al Pacino, Scarface. De nombreuses scènes, voire toutes, ont un lien direct ou indirect avec ce film.

## Fiche technique
- Réalisation : Chakri Toleti

## Distribution
- Ajith Kumar (David Billa)
- Parvathy Omanakuttan (Jasmine)
- Bruna Abdullah (Sameera)
- Vidyut Jamwal
- Prabhu (DSP Jayaprakash)
- Rahman (Jagdish/Gokulnath)
- Sudhanshu Pandey (Abbasi)
- Manoj K. Jayan
- Krishna Kumar
- Yog Japee (Ranjith)

## Musique
Yuvan Shankar Raja, qui avait aussi travaillé sur Billa (2007), compose la bande sonore de Billa 2 qui est sa cinquième collaboration à un film interprété par Ajith Kumar. L'album comprend six chansons, dont une chanson vidéo promotionnelle.
La bande son a reçu des critiques positives. Kaushik LM (Behindwoods.com) lui attribue 3,5 étoiles sur 5 de même que Pavithra Srinivasan (Rediff).
Toutes les paroles sont écrites par Na. Muthukumar.
| Chansons | Chansons             | Chansons                                    | Chansons | Chansons | Chansons | Chansons | Chansons | Chansons | Chansons |
| No       | Titre                | Interprètes                                 | Durée    |          |          |          |          |          |          |
| -------- | -------------------- | ------------------------------------------- | -------- | -------- | -------- | -------- | -------- | -------- | -------- |
| 1.       | Gangster             | Yuvan Shankar Raja, Stefny                  | 4:07     |          |          |          |          |          |          |
| 2.       | Idhayam              | Shweta Pandit                               | 4:04     |          |          |          |          |          |          |
| 3.       | Yedho Mayakkam       | Yuvan Shankar Raja, Tanvi Shah, Suvi Suresh | 4:22     |          |          |          |          |          |          |
| 4.       | Madurai Ponnu        | Andrea Jeremiah                             | 3:55     |          |          |          |          |          |          |
| 5.       | Unakkulle Mirugam    | Ranjith                                     | 4:18     |          |          |          |          |          |          |
| 6.       | Billa II Theme Music | Yuvan Shankar Raja                          | 1:56     |          |          |          |          |          |          |
| 22:42    |                      |                                             |          |          |          |          |          |          |          |